# 広目
広目（ひろめ）は、愛知県常滑市の地名。

## 地理
常滑市南部に位置する。東は知多郡武豊町、南は坂井、北は小鈴谷に接する。

### 河川
- 愛知用水幹線水路[1]

## 歴史

### 地名の由来
『尾張国地名考』では「広水」の意味であるとするが、慶長年間に焼失した広目寺に由来するという説が有力であるという。

### 人口の変遷
国勢調査による人口および世帯数の推移。
| 1995年（平成7年）  | 57世帯 251人 |  |
| 2000年（平成12年） | 64世帯 245人 |  |
| 2005年（平成17年） | 67世帯 261人 |  |
| 2010年（平成22年） | 69世帯 238人 |  |
| 2015年（平成27年） | 66世帯 204人 |  |
| 2020年（令和2年）  | 68世帯 196人 |  |

### 沿革
- 江戸時代 - 尾張国知多郡広目村として所在[2]。尾張藩領、横須賀代官所支配[2]。
- 1878年（明治11年） - 三谷村の一部となる[2]。
- 1884年（明治17年） - 三谷村から広目村が分離独立する[2]。
- 1889年（明治22年） - 小鈴谷村大字広目となる[2]。
- 1952年（昭和27年） - 小鈴谷町大字広目となる[2]。
- 1957年（昭和32年） - 常滑市大字広目となる[2]。

## 交通
- 名鉄知多新線[1]
- 国道247号[1]

## 施設
- 広石神社[1]
- 曹洞宗広目寺[1]

### WEB
1. ↑  “愛知県常滑市の町丁・字一覧”.   人口統計ラボ. 2022年3月23日閲覧。
2. 1 2  総務省統計局 (2022年2月10日). “令和2年国勢調査の調査結果(e-Stat) - 男女別人口，外国人人口及び世帯数－町丁・字等” (CSV). 2023年8月2日閲覧。
3. ↑  “愛知県常滑市の郵便番号一覧”.   日本郵便. 2022年3月22日閲覧。
4. ↑  “市外局番の一覧” (PDF).   総務省 (2022年3月1日). 2022年3月22日閲覧。
5. ↑  総務省統計局 (2014年3月28日). “平成7年国勢調査の調査結果(e-Stat) - 男女別人口及び世帯数 －町丁・字等” (CSV). 2021年7月20日閲覧。
6. ↑  総務省統計局 (2014年5月30日). “平成12年国勢調査の調査結果(e-Stat) - 男女別人口及び世帯数 －町丁・字等” (CSV). 2021年7月20日閲覧。
7. ↑  総務省統計局 (2014年6月27日). “平成17年国勢調査の調査結果(e-Stat) - 男女別人口及び世帯数 －町丁・字等” (CSV). 2021年7月21日閲覧。
8. ↑  総務省統計局 (2012年1月20日). “平成22年国勢調査の調査結果(e-Stat) - 男女別人口及び世帯数 －町丁・字等” (CSV). 2021年7月21日閲覧。
9. ↑  総務省統計局 (2017年1月27日). “平成27年国勢調査の調査結果(e-Stat) - 男女別人口及び世帯数 －町丁・字等” (CSV). 2021年7月21日閲覧。

### 書籍
1. 1 2 3 4 5 6 7  「角川日本地名大辞典」編纂委員会 1989, p. 1741.
2. 1 2 3 4 5 6 7 8  「角川日本地名大辞典」編纂委員会 1989, p. 1154.